# 三途成不論争
三途成不論争（さんずじょうふろんそう）は、江戸時代末期における本門法華宗内の教義上の論争。皆久論争とも呼ばれる。

## 概要
十界皆成論と呼ばれる、「生前の悪業の報いで地獄界、餓鬼界、畜生界（三途または三悪道）に堕して苦しんでいる者たちも、子孫、縁者の題目による回向で、題目の功徳が三途に通じ、たちまち堕獄の境遇から逃れて成仏できる」という考えを支持する皆成派と十界久遠論と呼ばれる、「三途（三悪道）の畜類（畜生）はそのまま成仏するのではなく、縁者の手向ける題目の法力で、人界に回生し、題目口唱の信心の功徳によって成仏できる。無信無行の畜生が、そのまま成仏できるなら、何も滅罪生善の修行などする必要がない。」という考えを支持する、久遠派の対立。なお、十界久遠論が、先祖供養などに繋がり、現代の霊友会などに影響を与えた。